# Cúp quốc gia Scotland 1892–93
 Cúp quốc gia Scotland 1892–93 là mùa giải thứ 20 của giải đấu bóng đá loại trực tiếp uy tín nhất Scotland. Chức vô địch thuộc về Queen's Park khi đánh bại Celtic 2-1 trong trận Chung kết sau trận đấu lại.

## Lịch thi đấu
| Vòng      | Ngày thi đấu đầu tiên | Số trận đấu | Số đội tham gia |
| --------- | --------------------- | ----------- | --------------- |
| Vòng Một  | 26 tháng 11 năm 1892  | 16          | 32 → 16         |
| Vòng Hai  | 17 tháng 12 năm 1892  | 8           | 16 → 80         |
| Tứ kết    | 21 tháng 1 năm 1893   | 4           | 8 → 4           |
| Bán kết   | 4 tháng 2 năm 1893    | 2           | 4 → 2           |
| Chung kết | 25 tháng 2 năm 1893   | 1           | 2 → 1           |

## Vòng Một
| Đội nhà              | Tỉ số | Đội khách                    |
| -------------------- | ----- | ---------------------------- |
| Abercorn             | 6 – 0 | Renton                       |
| Aberdeen             | 4 – 6 | St Mirren                    |
| Airdrieonians        | 3 – 6 | Third Lanark                 |
| Cambuslang Hibernian | 1 – 2 | Kilmarnock                   |
| Celtic               | 3 – 1 | Linthouse                    |
| Clyde                | 4 – 1 | Dumbarton *                  |
| Cowlairs             | 2 – 5 | Queen's Park                 |
| Dunblane             | 0 – 3 | Broxburn Shamrock            |
| Fifth KRV            | 5 – 3 | Camelon                      |
| King's Park          | 6 – 2 | Monkcastle                   |
| Motherwell           | 9 – 2 | Campsie *                    |
| Northern             | 1 – 3 | Leith Athletic               |
| Rangers              | 7 – 0 | Annbank                      |
| Royal Albert         | 6 – 1 | Cambuslang                   |
| St Bernard's         | 5 – 1 | Queen of the South Wanderers |
| Stenhousemuir        | 1 – 1 | Heart of Midlothian          |

- Match declared void

### Đá lại
| Đội nhà             | Tỉ số | Đội khách     |
| ------------------- | ----- | ------------- |
| Clyde               | 1 – 6 | Dumbarton     |
| Queen's Park        | 4 – 1 | Cowlairs      |
| Heart of Midlothian | 8 – 0 | Stenhousemuir |
| Motherwell          | 6 – 4 | Campsie       |

## Vòng Hai
| Đội nhà           | Tỉ số | Đội khách           |
| ----------------- | ----- | ------------------- |
| Abercorn          | 4 – 5 | Third Lanark        |
| Broxburn Shamrock | 3 – 0 | King's Park         |
| Celtic            | 7 – 0 | Fifth KRV           |
| Kilmarnock        | 0 – 8 | Queen's Park        |
| Leith Athletic    | 0 – 2 | St Mirren           |
| Motherwell        | 2 – 4 | Heart of Midlothian |
| Rangers           | 1 – 0 | Dumbarton           |
| Royal Albert      | 1 – 1 | St Bernard's        |

### Đá lại
| Đội nhà      | Tỉ số | Đội khách    |
| ------------ | ----- | ------------ |
| St Bernard's | 5 – 2 | Royal Albert |

## Tứ kết
| Đội nhà             | Tỉ số | Đội khách    |
| ------------------- | ----- | ------------ |
| Broxburn Shamrock   | 4 – 3 | St Mirren    |
| Celtic              | 5 – 1 | Third Lanark |
| Heart of Midlothian | 1 – 1 | Queen's Park |
| St Bernard's        | 3 – 2 | Rangers      |

### Đá lại
| Đội nhà      | Tỉ số | Đội khách           |
| ------------ | ----- | ------------------- |
| Queen's Park | 5 – 2 | Heart of Midlothian |

## Bán kết
| Đội nhà      | Tỉ số | Đội khách         |
| ------------ | ----- | ----------------- |
| Celtic       | 5 – 0 | St Bernard's      |
| Queen's Park | 4 – 2 | Broxburn Shamrock |

## Chung kết
| Celtic | 1 – 0 | Queen's Park |
| ------ | ----- | ------------ |
|        |       |              |

Trận đấu tuyên bố bỏ trống vì điều kiện sân bãi khó khăn

### Đá lại
| Queen's Park | 2 – 1 | Celtic |
| ------------ | ----- | ------ |
|              |       |        |